# Црквине (Хоргош)
Црквине су археолошко налазиште које се налази у насељу Хоргош, 300m северно од пруге Суботица–Хоргош у општини Кањижа. У категорији су споменика културе од великог значаја. Локалитет је уписан у централни регистар 1995. године.
На налазишту су откривени трагови цркве са торњем и темељима од ломљеног камена везаног размућеном глином. На основу истаживања на околним локалитетим (углавном у Мађарској), црква се датује у 13. век. У унутрашњости објекта откривен је гроб са прилозима (који се састоје од сребрног накита), који је датован у 15. век. 
Током ископавања 1995. године око цркве је откривена и средњовековна некропола.